# Lotte Rømer
Lotte Rømer (født 12. december 1950) er en dansk sanger, musiker og foredragsholder. Hun er uddannet på Det Kongelige Danske Musikkonservatorium og Musikvidenskabeligt Institut på Københavns Universitet. Hun var i 70'erne og 80'erne aktiv i bl.a. Hos Anna og sammen med CV Jørgensen, hvor hendes keyboardspil er med til at præge albummet Solgt til stanglakrids fra 1979. Hun  havde også stor succes med Lotte Rømer Band. Siden har hun været en flittig foredragsholder, hvor hun især har beskæftiget sig med med høreproblemer, funderet i hendes egne erfaringer med arveligt høretab og tinnitus.
Man kan læse mere om Lotte Rømer samt om musiklivet i Danmark generelt i den selvbiografisk orienterede bog "Sølvfuglens Vinger" af Lotte Rømer. 
Hun modtog i 1995 Rektor frøken  Ingrid Jespersens legat fra Dansk Kvindesamfund. Fra 1996-98 sad hun i Statens Kunstfonds udvalg for rytmisk musik. 

## Diskografi
- Lotte Rømer Solo (1979)
- Lotte Rømer 2 (1981)
- Lotte Rømer 3-1 (1982)
- Mama Rouge (1983)
- Farlig Fredag (1988)
- 12 sange af Lotte Rømer (1990)